# Kwestor
Kwestor (łac. quaestor) – w starożytnym Rzymie, w początkach republiki, urzędnik sprawujący funkcję sędziego śledczego oraz oskarżyciela publicznego w sprawach karnych. Później powierzono kwestorowi administrację skarbem publicznym, a funkcje sądownicze przeszły na pretorów i trybunów. Początkowo kwestorów było dwóch, od 421 p.n.e. czterech, od 267 p.n.e. 8, od czasów Sulli 20, a Cezar zwiększył ich liczbę do 40. Odpowiedzialni byli za sprawy finansowe: nadzór nad kasą państwową, gromadzenie i rozdział pieniędzy, zbieranie podatków, zarządzanie kasą wojskową (wypłata żołdu, sprzedaż łupów itp.).
Kwestorzy występowali w starożytnym Rzymie na różnych szczeblach władzy. Byli kwestorzy kurulni (miejscy), legionowi (przypisani do poszczególnych legionów armii rzymskiej), świątynni itp. Kwestura była pierwszym urzędem obejmowanym przez Rzymianina w karierze politycznej w wieku 30 lat po odbyciu 10-letniej służby wojskowej.
W okresie późnego cesarstwa Konstantyn Wielki stworzył urząd quaestor sacri palatii (Kwestor Świętego Pałacu). Był to sekretarz cesarza, przygotowywał projekty ustaw i odpowiadał na pisma wpływające do kancelarii cesarskich.

## Współcześnie
Zgodnie z długoletnią tradycją, działy księgowości szkół wyższych w Polsce nazywa się kwesturami, a kierowników tych działów kwestorami.